# Трихлоруксусная кислота
Трихлоруксусная кислота CCl3СООН — органическое вещество; полностью галогенированный (по метильной группе) аналог уксусной кислоты, в котором 3 атома водорода метиловой группы полностью замещены атомами хлора.

## Свойства

### Физические свойства
Трихлоруксусная кислота представляет собой бесцветные гигроскопичные кристаллы, существующие в τ- и β-кристаллических формах. Имеет специфический уксусный неприятный запах. Хорошо растворима в воде.

### Химические свойства
В водных растворах является сильной одноосновной кислотой, pKa = 1,66 (25 °C, вода). Образует соли с неорганическими основаниями, со спиртами образует сложные эфиры. По атому хлора вступает в реакции нуклеофильного замещения, аналогичные реакциям моно- и дихлоруксусным кислотам. Соли трихлоруксусной кислоты называются трихлорацетатами.
Легко декарбоксилируется, при нагревании с щелочами и аминами образует хлороформ.

### Получение
Получают синтезом, по реакции хлора с уксусной кислотой в присутствии катализатора (обычно ацетилацетата):
{\displaystyle {\mathsf {CH_{3}COOH+3Cl_{2}\rightarrow CCl_{3}COOH+3HCl}}}
В промышленности трихлоруксусную кислоту синтезируют методом взаимодействия хлораля 42%-ной азотной кислотой при температуре 60-65 °C, окислением тетрахлорэтилена, окислением хлораля гипохлоритом кальция.

## Применение
- Используется в химическом синтезе, хроматографии, как дифференцирующий растворитель.
- В косметике — средства для химического пилинга.
- Широко используется в биохимии для осаждения макромолекул, таких как белки, ДНК и РНК. Натриевая соль этой кислоты используется в качестве гербицида.

## Безопасность
Трихлоруксусная кислота всасывается через кожу, оказывает прижигающее действие. 
ЛД50 на крысах 5000 мг/кг.

## Экологическая роль
Образуется в атмосфере в результате реакции с участием некоторых хлорорганических соединений, растворителей, которые используются в промышленности для очистки и обезжиривания материалов. Повышенная концентрация ТХУ в приземном воздухе опасна как для растений, так и для животных. Это особенно заметно в регионах с неблагоприятными климатическими условиями: в степях, полупустынях, северных и высокогорных территориях.